# Thoressa
Genre
Thoressa est un genre de lépidoptères (papillons) de la famille des Hesperiidae et de la sous-famille des Hesperiinae qui résident en Asie.

## Liste des espèces
- Thoressa aina (de Nicéville, 1889)
- Thoressa astigmata (Swinhoe, 1890)
- Thoressa baileyi (South, 1913)
- Thoressa blanchardii (Mabille, 1876)
- Thoressa bivitta (Oberthür, 1886)
- Thoressa cerata (Hewitson, 1876)
- Thoressa cuneomaculata (Murayama, 1995)
- Thoressa decorata
- Thoressa evershedi (Evans, 1910)
- Thoressa fusca (Elwes, [1893])
- Thoressa gupta de Nicéville, 1886
- Thoressa hishikawai (Yoshino, 2003)
- Thoressa honorei (de Nicéville, 1887)
- Thoressa horishama (Matsumura, 1910)
- Thoressa horshana (Matsumura)
- Thoressa hyrie (de Nicéville, 1891)
- Thoressa horishana
- Thoressa justini Inoue, 1969
- Thoressa latris (Leech, 1894)
- Thoressa kuata (Evans, 1940)
- Thoressa luanchuanensis (Wang & Niu, 2002)
- Thoressa masoni (Moore, [1879])
- Thoressa monastyrskyi Devyatkin, 1996
- Thoressa masuriensis (Moore, 1878)
- Thoressa nanshaona Murayama, 1995
- Thoressa panda (Evans, 1937)
- Thoressa pandita (de Nicéville, 1885)
- Thoressa pedla (Evans, 1956)
- Thoressa serena (Evans, 1937)
- Thoressa similissima Devyatkin, 2002
- Thoressa sitala (de Nicéville, 1885)
- Thoressa submacula (Leech, 1890)
- Thoressa thandaunga (Evans, 1926)
- Thoressa varia (Murray, 1875)
- Thoressa viridis (Huang, 2003)
- Thoressa xiaoqingae Huang et Zhan, 2004
- Thoressa zinnia (Evans, 1939)

### Source
- (en) funet